# La Maisonnée
La Maisonnée est une émission de télévision québécoise d'anthologie diffusée à partir du 19 septembre 1976 à Radio-Québec.

## Synopsis
« La Maisonnée est une série consacrée à la famille. Le thème demeurera toujours le même mais le format variera d’une fois à l’autre car on fera appel soit à une troupe de théâtre, soit à un artiste seul pour tenter, à travers des témoignages et des dramatisations, de revaloriser le rôle des parents dans la famille. »

## Épisodes

### Épisode 1:La Famille... c'est quoi?
- Synopsis : À travers des témoignages vécus et des dramatisations, cette émission vise à améliorer les relations familiales et aider les parents à intégrer les nouvelles valeurs qui modifient l'image traditionnelle de la famille.
- Distribution : La troupe de théâtre  La belle affaire : Michèle Deslauriers, Manon Desmarais, Sébastien Dhavernas et Michel Sébastien
- Réalisation : Luc Harvey et Héléne Géladof
- Date de diffusion : 19 septembre 1976

### Épisode 2:Avoir un enfant, être un enfant
- Synopsis : Raôul Duguay nous parle et chante sur la décision d'avoir ou ne pas avoir d'enfant.
- Distribution : Raôul Duguay
- Réalisation : Hélène Gedalof
- Date de diffusion : 26 septembre 1976

### Épisode 3:L'Arrivée d'un enfant dans une famille
- Synopsis : Il est question de l'arrivée de l'enfant ainsi que des joies et des difficultés qu'il apporte. Ceci est fait à partir d'une dramatisation et de témoignages.
- Distribution : Louisette Dussault, Suzanne Jacques, Gilles Renaud
- Scénarisation : François Jobin
- Réalisation : Hélène Gedalof
- Date de diffusion : 3 octobre 1976

### Épisode 4: titre inconnu
- Synopsis : Un Happening avec les membres de la troupe "La Marmaille" et une vraie famille nous aide à savoir quand dire "oui" et quand dire "non" à un enfant.
- Date de diffusion : 10 octobre 1976

### Épisode 5:La Famille d'aujourd'hui
- Date de diffusion : 17 octobre 1976

### Épisode 6:La Vie familiale
- Date de diffusion : 24 octobre 1976

### Épisode 7:L'Adolescence
- Date de diffusion : 31 octobre et 7 novembre 1976

### Épisode 8:L'Image traditionnelle de la famille
- Date de diffusion : 14 et 21 novembre 1976

### Épisode 9:L'Influence de l'argent sur la relation du couple
- Synopsis :
- Réalisation : Luc Harvey
- Date de diffusion : 5 décembre 1976

### Épisode 10:Les Horaires de travail et les relations familiales
- Synopsis :
- Réalisation : Luc Harvey
- Date de diffusion : 12 décembre 1976

### Épisode 11: titre inconnu
- Synopsis : Aujourd'hui, nous tenterons de voir pourquoi la mère de famille retourne au travail. Le sociologue J. de Guise examinera avec nous les répercussions de cette situation sur le groupement familial.
- Animateur : Pierre Labelle
- Réalisation : Luc Harvey
- Date de diffusion : 2, 9 et 16 janvier 1977

### Épisode 12:Un jeune travailleur
- Synopsis : Ce soir. l'aventure d'un jeune étudiant qui quitte l'école pour affronter le marché du travail.
- Réalisation : Luc Harvey
- Date de diffusion : 23 janvier 1977

### Épisode 13:Chanson pour un garagiste
- Synopsis : Les parents poussent parfois leurs enfants vers certaines professions de leur choix. Un père qui tient un commerce à la campagne a la possibilité de l'agrandir. Il fait des projets pour son fils de 20 ans en pensant que celui-ci sera aussi heureux que lui. Malheureusement, la jeunesse fait sa propre vie. Qu'arrive-t-il quand les deux se confrontent ?
- Distribution : Maurice Beaupré, Monique Joly, Guy L'Écuyer, Jacques Piperni, Louise Rinfret, Lionel Villeneuve
- Scénarisation : André Simard
- Réalisation : Hélène Gedalof
- Date de diffusion : 30 janvier 1977

### Épisode 14:Rupture
- Synopsis : Sous le thème de l'abandon du foyer par les adolescents, l'émission de ce soir nous fait connaître une jeune fille qui souhaite aller vivre en appartement.
- Réalisation : Luc Harvey
- Date de diffusion : 6 et 13 février 1977

### Épisode 15:Qui est-il?
- Synopsis : La réaction des parents face aux amours de leurs enfants.
- Distribution : Catherine Bégin, Louise Dufresne, Lisette Guertin, Germaine Lemyre
- Scénarisation : Marie-Sylvie Choquette
- Réalisation : Hélène Gedalof
- Date de diffusion : 20 février 1977

### Épisode 16:Chère maman, je m'en vais
- Synopsis : Quatrième émission qui traite de l'abandon du foyer familial par les adolescents.
- Distribution : Jean-Pierre Cartier, Edgar Fruitier, Sylvia Gariépy, Amulette Garneau, Jacques Piperni
- Scénarisation : François Beaulieu
- Réalisation : Hélène Gedalof
- Date de diffusion : 27 février 1977

### Épisode 17:Anne-Eva Beaudoin - 65
- Synopsis : Même à 65 ans, une femme peut avoir le goût de vivre. L'émission de ce soir traitera des bonnes relations familiales entre les membres de la jeune génération et ceux de l'époque d'antan.
- Distribution : Odette Cuimond, Lise L'Heureux, Robert Lavoie, Béatrice Picard
- Scénarisation : Robert Lavoie
- Réalisation : Hélène Gedalof
- Date de diffusion : 6 mars 1977

### Épisode 18:Cage d'or ou de fer?
- Distribution : Mireille Daoust, Marc Favreau, Yves Fortin, Roger Garand, Micheline Gérin, Isabelle Martin
- Scénarisation : Roger Garand
- Réalisation : Luc Harvey
- Date de diffusion : 20 mars 1977

### Épisode 19:Je te présente Marc…
- Synopsis : L'émission d'aujourd'hui traite de l'acceptation du futur conjoint par la famille.
- Distribution : Jean-Pierre Bélanger, Denise Chartrand, Mariette Duval, Bertrand Gagnon, Robert Toupin
- Scénarisation : Jean-Pierre Liccioni
- Réalisation : Luc Harvey
- Date de diffusion : 27 mars 1977

### Épisode 20:Une famille se raconte
- Synopsis : L'émission de ce soir traite des bonnes relations familiales entre grands-parents, parents, enfants et petits enfants.
- Réalisation : Hélène Gedalof
- Date de diffusion : 3 avril 1977

### Épisode 21:Nous jouerons en automne
- Synopsis : Ce soir, l'histoire d'amour d'un couple âgé. Le dernier des enfants quitte la maison et, pour la première fois depuis fort longtemps, mari et femme se retrouve seuls. Ils se demandent ce que va être leur vie dorénavant.
- Distribution : Huguette Oligny et Guy Provost
- Réalisation : Hélène Gedalof
- Date de diffusion : 10 avril 1977

### Épisode 22:Comme une coquille de noix sur une mer déchaînée
- Synopsis (1) : La famille après le divorce. Johnny, jeune chanteur de 30 ans, vient de divorcer. Seul, il se retrouve avec la culpabilité et les préjugés légués par sa famille, sa religion et la société. Lentement, il se laisse envahir par le rêve jusqu'à ne plus pouvoir dissocier le réel de la fantaisie.
- Synopsis (2) : Mado rêve depuis son adolescence de faire du théâtre. Elle l'a cependant sacrifié à ses parents, son mari et ses enfants. Aujourd'hui, elle est seule, abandonnée. Il lui reste le théâtre, son refuge, son rêve et sa raison de vivre.
- Synopsis (3) : Mado et Johnny, tous deux divorcés, se rencontrent lors du tournage d'un film pornographique avec tous les préjugés qu'ils ont de part et d'autre sur ce genre de film et sur le couple en général. Après un mois de rencontres, la crise éclate : doivent-ils continuer de vivre en pensant à leur premier mariage raté et risquer de gâcher leur vie ou tenter de repartir à zéro.
- Distribution : Maurice Beaupré, Lucie Buisson, Mario Chandonnet, Michèle Deslauriers, Manon Desmarais, Mimi Hétu, Robert Toupin, Daniel Tremblay
- Scénarisation : Jean-Pierre Morin
- Réalisation : Luc Harvey
- Date de diffusion : 17, 24 avril et 1er mai 1977

### Épisode 23:Ben à partir d'astheur
- Synopsis : Le monologue d'une divorcée. L'émission de ce soir démontre la prise de conscience, les émotions et les problèmes par lesquels doit passer une femme divorcée durant les mois suivant sa rupture conjugale.
- Distribution : Louisette Dussault et Suzanne Mainville
- Scénarisation : Louisette Dussault
- Réalisation : Hélène Gedalof
- Date de diffusion : 8 mai 1977

### Épisode 24:L'Animateur du soir
- Synopsis : L'homme divorcé peut-il rester un père? Les conflits entre adultes engendrent des situations complexes dans l'établissement des rapports parents-enfants, particulièrement dans le cas d'une séparation.
- Distribution : Serge Elemond, Patricia Nolin, Béatrice Picard, Maruska Stankova, François Tassé
- Scénarisation : André Caron
- Réalisation : Hélène Gedalof
- Date de diffusion : 15 mai 1977

### Épisode 25:Un si beau p'tit gars
- Synopsis : L'émission d'aujourd'hui présente l'histoire d'un petit garçon inadapté qui habite dans un foyer nourricier. Qui est-il, pourquoi est-il là et qu'est-ce qui l'attend ?
- Distribution : Gisèle Dufour, Ronald France, Éric Gaudry, Thomas Guité, Yolande Roy
- Scénarisation : Christian Delmas
- Réalisation : Hélène Gedalof
- Date de diffusion : 22 mai 1977

### Épisode 26:T'es un homme, mon bonhomme
- Synopsis : Nous rentrons cette semaine dans la vie personnelle du jeune travailleur. Il sera question de son autorité, de son indépendance financière ainsi que de la pension qu'il doit verser à ses parents.
- Distribution : Denis Brassard, Louis de Santis, René-Daniel Dubois, Louise Lambert
- Scénarisation : Roger Garand
- Réalisation : Luc Harvey
- Date de diffusion : 29 mai 1977

### Épisode 27:Portrait de famille
- Synopsis : À notre époque, la famille fait l'objet d'expériences multiples, à savoir si la famille traditionnelle est là pour rester, s'il y a de nouvelles formes de familles qui peuvent exister, ou si on peut s'attendre à la mort de la cellule familiale.
- Distribution : Catherine Bégin, Mario Benoît, Denise Chartrand, Léo Ilial, Guy L'Écuyer
- Scénarisation : Christian Delmas
- Réalisation : Hélène Gedalof
- Date de diffusion : 5 juin 1977

### Épisode 28:XL - 11484
- Synopsis : Problèmes de "possession, transfert et projection" sur l'enfant. Le tout dans un encadrement "science-fiction".
- Distribution : Emmanuelle Colin, Frédérique Collin, Denis Larue, Réjean Lefrançois, Anne Pauzé, Michel Sébastien, Guy Thauvette
- Scénarisation : Serge Mercier
- Réalisation : Luc Harvey
- Date de diffusion : 30 juin 1977

### Épisode 29:Le Procès d'Étienne
- Synopsis : Cette émission, traitée en dramatique, est le procès d'un adolescent. Celui-ci est mis en accusation par son père et, bien entendu, il est défendu par sa mère. C'est l'éternel procès de la jeunesse.
- Distribution : Marc Labrèche
- Réalisation : Hélène Gedalof
- Date de diffusion : 1er et 8 septembre 1977

### Épisode 30:À l'autre bout de mon âge
- Synopsis : Les relations entre parents et enfants.
- Réalisation : Hélène Gedalof
- Date de diffusion : 27 septembre 1977

### Épisode 31:La Mère de famille au travail
- Date de diffusion : 4, 11 et 18 octobre 1977

### Épisode 32:Jeux de mains, ou... jeux de vilains
- Distribution : Robert Daviau, Sébastien Dhavernas, Roger Garand, François Pratte
- Scénarisation : Roger Garand
- Réalisation : Luc Harvey
- Date de diffusion : 25 octobre 1977

### Épisode 33:L'Argent
- Date de diffusion : 1er novembre 1977

### Épisode 34:Chut, papa dort
- Synopsis :
- Distribution : Pierre Fournier, Monique Joly, Louise Lahaye
- Scénarisation : Marie-Sylvie Choquette et Pierre Guénette
- Réalisation : Hélène Gedalof
- Date de diffusion : 22 novembre 1977

## La Vie à deux
À partir du 24 janvier 1978, La Vie à deux reprend la case horaire laissée par la Maisonnée. Ces dramatiques sont aussi réalisés par Hélène Gedalof.
- Andrée et Robert avec Louise Laparé et Jean Perraud, scénario de Raymond Plante ;
- Francine et Michel avec Louise Deschâtelets et Bondfield Marcoux, scénario de Claude Roussin ;
- Louise et Claude avec Suzanne Garceau et Claude Gauthier, scénario de Lise Lemay-Rousseau ;
- Louise et Marcel avec Andrée Lachapelle et François Tassé, scénario de Claude Roussin ;
- Luc et Françoise avec Normand Lévesque et Louise Turcot, scénario de Raymond Plante ;
- Monique et Simon avec Louisette Dussault et Gilles Renaud, scénario de Claude Roussin ;
- Pierre et Marie avec Michel Côté et Véronique Le Flaguais, scénario de Raymond Plante ;
- Régine et Marcel avec Yvon Dufour, Yves Massicotte et Denise Proulx, scénario de Lise Lemay-Rousseau.